# 白令海圓腹魚
白令海圓腹魚為輻鰭魚綱鮋形目杜父魚亞目絨杜父魚科的其中一種，為溫帶海水魚，分布於北太平洋，從韓國至加拿大卑詩省海域，棲息深度0-1700公尺，本魚背部灰褐色具深色斑點，腹部灰色，胸鰭寬並演化成吸盤，皮膚光滑無鱗片或小瘤，背鰭軟條8-9枚、臀鰭軟條7-9枚，體長可達41公分，棲息在底層水域，生活習性不明。